# Jeanne Devère

Jeanne Devère est un téléfilm français réalisé par Marcel Bluwal et diffusé pour la première fois le 10 septembre 2011 sur France 3.
C'est le dernier film avec l'acteur Bernard-Pierre Donnadieu.

## Synopsis
Jeanne Devère est une journaliste, femme libre et indomptable qui a choisi, comme son mari Victor, le camp de la résistance durant l'occupation allemande. Mais le réseau est arrêté et ses membres, dont son mari, déportés. Elle réchappe à ce destin et apprend que c'est son amant, Marc Hétier, qui est à l'origine de la dénonciation. La Libération arrivant, pour se venger, elle décide d'écrire un livre où elle racontera cette histoire de trahison.

## Fiche technique
- Scénario : Marcel Bluwal[1]
- Pays :  France
- Durée : 90 minutes

## Distribution
- Léa Drucker : Jeanne Devère
- Bernard-Pierre Donnadieu : Martin
- Loïc Corbery : Marc Hétier
- Jean-Yves Berteloot : Victor Devère
- Nicolas Beaucaire : Journaliste Combat
- Pierre Cassignard : Pascal Pia
- Antoine Mathieu : Daubignat
- Françoise Muranyi-Kovacs : Joëlle
- Muranyi Kovacs : Joëlle
- Nicolas Vaude : Claude Roy
- Fred Bianconi : Edouard
- José Paul : Jean
- Jérôme Le Paulmier : Sylvain
- Pablo Valero : Desnoyer
- Philippe Séjourne : Raoul
- Tercelin Kirtley : le capitaine américain
- Julien Pillet : Gabriel
- François Barbin : Jean Grémillon
- Élisabeth Commelin : Armandine
- Charles Clément : l'interne
- Éric Grandin : 3e flic